# 中央地域 (フィジー)
中央地域（英語: Central Division）は、フィジーの地域のひとつ。国内最大の島であるビティレブ島の東部と周辺の島々で構成される。人口は37.8万人（2015年国勢調査）。

## 地方行政
地域自体は行政権を持っておらず、所属している州および都市評議会が地方行政を担っている。所属州はナイタシリ州、ナモシ州、レワ州、セルア州、タイレヴ州の5つで、他に保健省の地方行政公社は5つ、都市評議会がレワ州に4つある。

## 主な都市
- スバ - 同国首都
- ナシヌー
- ナウソリ
- ラミ（英語版）
- ナヴア（英語版）